# Lekkoatletyka na Letnich Igrzyskach Olimpijskich 2024 – bieg na 800 m mężczyzn
Bieg na 800 m mężczyzn podczas XXXIII Letnich Igrzysk Olimpijskich w Paryżu odbył się w dniach 7–10 sierpnia 2024. Do rywalizacji przystąpiło 53 sportowców. Areną zawodów był Stade de France. Mistrzem olimpijskim został reprezentant Kenii Emmanuel Wanyonyi.

## Terminarz
| Data             | Godzina rozpoczęcia |            |
| 7 sierpnia 2024  | 11:55               | Eliminacje |
| 8 sierpnia 2024  | 12:00               | Repasaże   |
| 9 sierpnia 2024  | 11:30               | Półfinał   |
| 10 sierpnia 2024 | 19:15               | Finał      |

## Rekordy
Przed rozpoczęciem zawodów aktualny rekord świata i rekord olimpijski były następujące:
| WR | David Rudisha | 1:40,91 | Londyn | 9 sierpnia 2012 |
| OR | David Rudisha | 1:40,91 | Londyn | 9 sierpnia 2012 |

## Runda 1
Rozegrano 6 biegów eliminacyjnych. Do półfinału awansowało 3 pierwszych zawodników z każdego biegu. Pozostali zawodnicy którzy ukończyli bieg trafili do rundy repasaży.

### Bieg 1
| Poz. | Zawodnik                | Reprezentacja             | Czas    | Uwagi |
| ---- | ----------------------- | ------------------------- | ------- | ----- |
| 1.   | Eliott Crestan          | Belgia                    | 1:45,51 | Q     |
| 2.   | Marco Arop              | Kanada                    | 1:45,74 | Q     |
| 3.   | Peyton Craig            | Australia                 | 1:45,81 | Q     |
| 4.   | Handal Roban            | Saint Vincent i Grenadyny | 1:46,00 |       |
| 5.   | Abdelati El Guesse      | Maroko                    | 1:46,91 |       |
| 6.   | Tumo Nkape              | Botswana                  | 1:46,99 |       |
| 7.   | Abubaker Haydar Abdalla | Katar                     | 1:48,42 |       |
| 8.   | James Preston           | Nowa Zelandia             | 1:48,50 |       |
| 9.   | Abraham Guem            | Sudan Południowy          | 1:48,74 |       |

### Bieg 2
| Poz. | Zawodnik            | Reprezentacja | Czas    | Uwagi |
| ---- | ------------------- | ------------- | ------- | ----- |
| 1.   | Gabriel Tual        | Francja       | 1:45,13 | Q     |
| 2.   | Mark English        | Irlandia      | 1:45,15 | Q     |
| 3.   | Tshepiso Masalela   | Botswana      | 1:45,58 | Q     |
| 4.   | Jakub Dudycha       | Czechy        | 1:45,62 |       |
| 5.   | Koitatoi Kidali     | Kenia         | 1:45,84 |       |
| 6.   | Edose Ibadin        | Nigeria       | 1:46,56 |       |
| 7.   | Mohamed Ali Gouaned | Algieria      | 1:47,34 |       |
| 8.   | Ali Idow Hassan     | Somalia       | 1:48,72 |       |
| 9.   | Mohammed Dwedar     | Palestyna     | 1:54,83 |       |

### Bieg 3
| Poz. | Zawodnik          | Reprezentacja     | Czas    | Uwagi |
| ---- | ----------------- | ----------------- | ------- | ----- |
| 1.   | Emmanuel Wanyonyi | Kenia             | 1:44,64 | Q     |
| 2.   | Catalin Tecuceanu | Włochy            | 1:44,89 | Q     |
| 3.   | Andreas Kramer    | Szwecja           | 1:44,93 | Q     |
| 4.   | Adrián Ben        | Hiszpania         | 1:45,03 |       |
| 5.   | Ryan Clarke       | Holandia          | 1:45,56 |       |
| 6.   | Joseph Deng       | Australia         | 1:45,87 |       |
| 7.   | Tibo De Smet      | Belgia            | 1:46,03 |       |
| 8.   | Brandon Miller    | Stany Zjednoczone | 1:46,34 |       |
| 9.   | Yervand Mkrtchyan | Armenia           | 1:49,91 | NR    |

### Bieg 4
| Poz. | Zawodnik         | Reprezentacja                      | Czas    | Uwagi |
| ---- | ---------------- | ---------------------------------- | ------- | ----- |
| 1.   | Djamel Sejati    | Algieria                           | 1:45,84 | Q     |
| 2.   | Elliot Giles     | Wielka Brytania                    | 1:45,93 | Q     |
| 3.   | Hobbs Kessler    | Stany Zjednoczone                  | 1:46,15 | Q     |
| 4.   | Simone Barontini | Włochy                             | 1:46,33 |       |
| 5.   | Josué Canales    | Hiszpania                          | 1:46,48 |       |
| 6.   | Pieter Sisk      | Belgia                             | 1:46,60 |       |
| 7.   | Peter Bol        | Australia                          | 1:47,50 |       |
| 8.   | Dennick Luke     | Dominika                           | 1:47,54 |       |
| 9.   | Musa Suliman     | Olimpijska reprezentacja uchodźców | 1:49,61 |       |

### Bieg 5
| Poz. | Zawodnik           | Reprezentacja     | Czas    | Uwagi |
| ---- | ------------------ | ----------------- | ------- | ----- |
| 1.   | Ben Pattison       | Wielka Brytania   | 1:45,56 | Q     |
| 2.   | Edmund du Plessis  | Południowa Afryka | 1:45,73 | Q     |
| 3.   | Wyclife Kinyamal   | Kenia             | 1:45,86 | Q     |
| 4.   | Benjamin Robert    | Francja           | 1:45,92 |       |
| 5.   | Navasky Andersonl  | Jamajka           | 1:46,82 |       |
| 6.   | Tobias Grønstad    | Norwegia          | 1:46,86 |       |
| 7.   | Mateusz Borkowski  | Polska            | 1:47,50 |       |
| 8.   | José Antonio Maita | Wenezuela         | 1:48,02 |       |
| 9.   | Chhun Bunthorn     | Kambodża          | 1:53,31 |       |

### Bieg 6
| Poz. | Zawodnik             | Reprezentacja     | Czas    | Uwagi |
| ---- | -------------------- | ----------------- | ------- | ----- |
| 1.   | Mohamed Attaoui      | Hiszpania         | 1:44,81 | Q     |
| 2.   | Bryce Hoppel         | Stany Zjednoczone | 1:45,24 | Q     |
| 3.   | Max Burgin           | Wielka Brytania   | 1:45,36 | Q     |
| 4.   | Corentin Le Clezio   | Francja           | 1:45,42 |       |
| 5.   | Jesús Tonatiú López  | Meksyk            | 1:45,82 |       |
| 6.   | Tom Dradiga          | Uganda            | 1:46,05 |       |
| 7.   | Kethobogile Haingura | Botswana          | 1:46,46 |       |
| 8.   | Slimane Moula        | Algieria          | 1:46,71 |       |

## Repasaże
Rozegrano 4 biegi. Do półfinału awansowało 4 zwycięzców oraz dwóch zawodników z najlepszymi czasami.

### Bieg 1
| Poz. | Zawodnik             | Reprezentacja | Czas    | Uwagi |
| ---- | -------------------- | ------------- | ------- | ----- |
| 1.   | Kethobogile Haingura | Botswana      | 1:45,52 | Q     |
| 2.   | Slimane Moula        | Algieria      | 1:45,67 |       |
| 3.   | Corentin Le Clezio   | Francja       | 1:45,72 |       |
| 4.   | Peter Bol            | Australia     | 1:46,12 |       |
| 5.   | Tom Dradiga          | Uganda        | 1:46,15 |       |
| 6.   | Dennick Luke         | Dominika      | 1:46,81 | NR    |
| 7.   | Edose Ibadin         | Nigeria       | 1:49,09 |       |
| 8.   | Chhun Bunthorn       | Kambodża      | 1:53,42 |       |
| -    | Abdelati El Guesse   | Maroko        | DNS     |       |

### Bieg 2
| Poz. | Zawodnik            | Reprezentacja                      | Czas    | Uwagi |
| ---- | ------------------- | ---------------------------------- | ------- | ----- |
| 1.   | Jesús Tonatiú López | Meksyk                             | 1:45,13 | Q     |
| 2.   | Adrián Ben          | Hiszpania                          | 1:45,37 |       |
| 3.   | Pieter Sisk         | Belgia                             | 1:45,39 |       |
| 4.   | Handal Roban        | Saint Vincent i Grenadyny          | 1:45,80 |       |
| 5.   | Navasky Anderson    | Jamajka                            | 1:46,01 |       |
| 6.   | Koitatoi Kidali     | Kenia                              | 1:46,37 |       |
| 7.   | Jakub Dudycha       | Czechy                             | 1:49,94 |       |
| 8.   | Yervand Mkrtchyan   | Armenia                            | 1:50,07 |       |
| 9.   | Musa Suliman        | Olimpijska reprezentacja uchodźców | 1:50,11 |       |

### Bieg 3
| Poz. | Zawodnik                | Reprezentacja | Czas    | Uwagi |
| ---- | ----------------------- | ------------- | ------- | ----- |
| 1.   | Simone Barontini        | Włochy        | 1:45,56 | Q     |
| 2.   | Benjamin Robert         | Francja       | 1:45,83 |       |
| 3.   | José Antonio Maita      | Wenezuela     | 1:46,44 |       |
| 4.   | Tibo De Smet            | Belgia        | 1:46,59 |       |
| 5.   | Joseph Deng             | Australia     | 1:48,58 |       |
| 6.   | James Preston           | Nowa Zelandia | 1:50,53 |       |
| –    | Abubaker Haydar Abdalla | Katar         | DNS     |       |
| –    | Ali Idow Hassan         | Somalia       | DNS     |       |

### Bieg 4
| Poz. | Zawodnik            | Reprezentacja     | Czas    | Uwagi |
| ---- | ------------------- | ----------------- | ------- | ----- |
| 1.   | Brandon Miller      | Stany Zjednoczone | 1:44,21 | Q     |
| 2.   | Mohamed Ali Gouaned | Algieria          | 1:44,37 | q     |
| 3.   | Tobias Grønstad     | Norwegia          | 1:44,57 | q     |
| 4.   | Josué Canales       | Hiszpania         | 1:44,65 |       |
| 5.   | Ryan Clarke         | Holandia          | 1:44,70 |       |
| 6.   | Mateusz Borkowski   | Polska            | 1:45,27 |       |
| 7.   | Tumo Nkape          | Botswana          | 1:45,57 |       |
| 8.   | Abraham Guem        | Sudan Południowy  | 1:49,45 |       |
| 9.   | Mohammed Dwedar     | Palestyna         | 1:54,83 |       |

## Półfinały
Rozegrano 3 biegi. Do półfinału awansowało 4 zawodników z pierwszego i drugiego miejsca oraz dwóch zawodników z najlepszymi czasami.

### Bieg 1
| Poz. | Zawodnik            | Reprezentacja     | Czas    | Uwagi |
| ---- | ------------------- | ----------------- | ------- | ----- |
| 1.   | Djamel Sejati       | Algieria          | 1:45,08 | Q     |
| 2.   | Tshepiso Masalela   | Botswana          | 1:45,33 | Q     |
| 3.   | Catalin Tecuceanu   | Włochy            | 1:45,38 |       |
| 4.   | Ben Pattison        | Wielka Brytania   | 1:45,57 |       |
| 5.   | Brandon Miller      | Stany Zjednoczone | 1:45,79 |       |
| 6.   | Mark English        | Irlandia          | 1:45,97 |       |
| 7.   | Andreas Kramer      | Szwecja           | 1:46,73 |       |
| 8.   | Jesús Tonatiú López | Meksyk            | 1:50,38 |       |

### Bieg 2
| Poz. | Zawodnik            | Reprezentacja     | Czas    | Uwagi |
| ---- | ------------------- | ----------------- | ------- | ----- |
| 1.   | Marco Arop          | Kanada            | 1:45,05 | Q     |
| 2.   | Gabriel Tual        | Francja           | 1:45,16 | Q     |
| 3.   | Wyclife Kinyamal    | Kenia             | 1:45,29 |       |
| 4.   | Edmund du Plessis   | Południowa Afryka | 1:45,34 |       |
| 5.   | Elliot Giles        | Wielka Brytania   | 1:45,46 |       |
| 6.   | Hobbs Kessler       | Stany Zjednoczone | 1:46,20 |       |
| 7.   | Tobias Grønstad     | Norwegia          | 1:46,37 |       |
| 8.   | Mohamed Ali Gouaned | Algieria          | 1:46,52 |       |

### Bieg 3
| Poz. | Zawodnik             | Reprezentacja     | Czas    | Uwagi |
| ---- | -------------------- | ----------------- | ------- | ----- |
| 1.   | Emmanuel Wanyonyi    | Kenia             | 1:43,32 | Q     |
| 2.   | Bryce Hoppel         | Stany Zjednoczone | 1:43,41 | Q     |
| 3.   | Max Burgin           | Wielka Brytania   | 1:43,50 | q     |
| 4.   | Mohamed Attaoui      | Hiszpania         | 1:43,69 | q     |
| 5.   | Eliott Crestan       | Belgia            | 1:43,72 |       |
| 6.   | Peyton Craig         | Australia         | 1:44,11 |       |
| 7.   | Kethobogile Haingura | Botswana          | 1:44,95 |       |
| 8.   | Simone Barontini     | Włochy            | 1:46,17 |       |

## Finał
| Pozycja | Zawodnik          | Reprezentacja     | Czas    | Uwagi |
| ------- | ----------------- | ----------------- | ------- | ----- |
| złoto   | Emmanuel Wanyonyi | Kenia             | 1:41,19 |       |
| srebro  | Marco Arop        | Kanada            | 1:41,20 |       |
| brąz    | Djamel Sejati     | Algieria          | 1:41,50 |       |
| 4.      | Bryce Hoppel      | Stany Zjednoczone | 1:41,67 | NR    |
| 5.      | Mohamed Attaoui   | Hiszpania         | 1:42,08 |       |
| 6.      | Gabriel Tual      | Francja           | 1:42,14 |       |
| 7.      | Tshepiso Masalela | Botswana          | 1:42,82 |       |
| 8.      | Max Burgin        | Wielka Brytania   | 1:43,84 |       |